# 張璧田
張璧田（?—?），直隸省遵化直隸州人，清朝政治人物、同進士出身。
光緒二十四年（1898年），参加光緒戊戌科殿試，登進士三甲27名。同年五月，以主事分部学习。